# 폐허에서 부활하여
〈폐허에서 부활하여〉(Auferstanden aus Ruinen)는 독일 민주공화국(동독)의 옛 국가로, 작사자는 요하네스 로베르트 베허(Johannes Robert Becher; 1891년 ~ 1958년)이며 작곡자는 한스 아이슬러(Hanns Eisler; 1898년 ~ 1962년)다.

## 내력
본곡은 1949년에 독일 민주공화국의 공식 국가로 채택되었지만 냉전 격화로 1961년 베를린 장벽이 세워지면서 통일이 아닌 완전히 동서로 분단된 당시 독일의 현실에 부적합한 곡이 되었고, 결국 독일 전체를 대표하는 곡은 되지 못하고, 독일 민주공화국만을 대표하는 국가가 되었다.
1990년에 동서독이 통일되면서 국가에 대한 논의도 다시 시작되었는데, 여기에서도 통일 문제가 현재 진행형임을 나타내는 가사 때문에 독일민주공화국의 국가를 지정하자는 움직임은 철저히 무시되었다. 그 대신 베허의 가사를 일부 수정하여 독일연방공화국 국가에 같이 넣자거나 아예 다른 노래를 채택하자는 등의 대안이 나왔지만, 결국 독일 연방공화국(서독) 정부에서 쓰던 국가를 그대로 쓰기로 결정되었다.
이 때문에 본곡은 의전용 이외에는 연주될 일이 없어졌지만, 〈독일인의 노래〉(현재의 독일 국가)보다 더 반성적이고 미래 지향적인 내용을 담고 있다는 점 때문에 재평가되어야 한다는 목소리도 있다.
본곡은 가사 내용에서 상당한 독특함을 알아볼 수 있다. 과거의 고난을 극복하고 다시 나라를 재건하여 회복한다는 내용, 그리고 과거 제2차 세계 대전에서 나치 독일의 전쟁범죄로 얼룩진 과거사를 반성하고 성찰한다는 뜻깊은 내용이 담겨 있다. 또한, 자녀들을 가진 어머니의 마음을 담아, 전쟁(전체적인 전쟁을 의미하지만, 통상 제2차 세계 대전을 의미한다)으로 아들을 잃은 어머니의 슬픔, 그리고 더 이상 이런 비극이 일어나지 않도록 평화의 등불이 빛나게 하라는 평화주의적 요소도 포함되어 있다. 그리고 독일 청년들이 기성세대가 되어, 독일의 미래를 부탁하는 내용, 이 땅 위에 태양이 아름답게 빛을 낼 것이라는 서정적이고, 모성애, 미래 지향적 태도를 담은 듯한 깊은 의미를 담고 있어 독일민주공화국은 역사속으로 사라졌지만, 그 국가만큼은 아직도 전세계적으로 널리 사랑받고 있다.
통상 2절은 부르지 않는다. "인민의 적을 없앤다"는 풍의 전쟁 고취 문제가 제기되었고, 모든 절을 부르면 너무 길어진다는 문제점과 더분 이유 때문에 부르지 않게 되었는데, 이는 영국 국가와 같은 맥락이다. 또한, 소련이 자신들의 국가에 1944년식 스탈린 미화 내용이 담긴 가사를 폐지하고, 가사없이 부르게 되자, 동유럽권 국가들도 유행처럼 국가에 가사를 따라 부르지 않게되는 문화가 생겼다. 하지만 소련이 1977년 국가에 새로운 가사를 공식 적용하고, 1980년대에 이르러 자유진영은 역사상 최고의 호황기, 공산진영은 막바지에 이르자, 마지막 남은 애국심을 고취시키기 위해 다시 국가에 가사를 붙여 부르기 시작하였다. 동독은 이와 같은 상황에서 2절만큼은 같은 이유로 부르지 않았다.
동독의 국영 라디오 방송국인 베를린 국제 방송은 1990년 12월 2일 폐지되는 마지막 방송에, 텔레비전 방송으로는 독일 텔레비전 방송이라는 국영 방송센터가 서독과의 통일로 인해 1991년 12월 31일자로 폐지되자, 마지막 방송에서 동독 국가 3절까지 송신하며 마무리지었다.

## 가사

### 독일어 가사
| 원래 가사 | 키릴문자 (비공식) | 국제 음성 기호 |
| Auferstanden aus Ruinen Und der Zukunft zugewandt, Lass uns dir zum Guten dienen, Deutschland, einig Vaterland. Alte Not gilt es zu zwingen, Und wir zwingen sie vereint, Denn es muss uns doch gelingen, Dass die Sonne schön wie nie 𝄆 Über Deutschland scheint. 𝄇 Glück und Friede sei beschieden Deutschland, unserm Vaterland. Alle Welt sehnt sich nach Frieden, Reicht den Völkern eure Hand. Wenn wir brüderlich uns einen, Schlagen wir des Volkes Feind. Lasst das Licht des Friedens scheinen, Dass nie eine Mutter mehr 𝄆 Ihren Sohn beweint. 𝄇 Lasst uns pflügen, lasst uns bauen, Lernt und schafft wie nie zuvor, Und der eignen Kraft vertrauend, Steigt ein frei Geschlecht empor. Deutsche Jugend, bestes Streben Unsres Volks in dir vereint, Wirst du Deutschlands neues Leben, Und die Sonne schön wie nie 𝄆 Über Deutschland scheint. 𝄇 | Ауферщанден ауз руинен Унд дер цукунфт цугевандт, Лас унз дир цум гутн дийнен, Дойчланд, айниг фатерланд. Алте нот гилт ез цу цвинген, Унд вир цвинген зи ферайнт, Ден ез мус унз дох гелинген, Дас ди зоне шён ви ни 𝄆 Юбер Дойчланд шайнт. 𝄇 Глюк унд фрийде зай бешийден Дойчланд, унзерм фатерланд. Але велт зейнт зих нах фрийден, Райхт ден фёлкерн ойре ханд. Вен вир брюдерлих унз айнен, Шлаген вир дез фолкез файнд. Ласт даз лихт дез фрийденз шайнен, Дас ни айне мутер мeйр. 𝄆 Ийрен зоун бевайнт. 𝄇 Ласт унз пфлюген, ласт унс бауен, Лернт унд шафт ви ни цуфор, Унд дер айгнен крафт фертрауенд, Щайгт айн фрай гешлехт емпор. Дойче йугент, бещез щребен Унзрез фолкс ин дир ферайнт, Вирст ду дойчландз нойез лебен, Унд ди зоне шён ви ни 𝄆 Юбер Дойчланд шайнт. 𝄇 | [ˈaʊfɐˌʃtandən aʊs ʁuːˈiːnən] [ʊnt deːɐ̯ ˈtsuːkʊnft ˈtsuːgəvant] [las ʊns diːɐ̯ tsʊm ˈguːtn̩ ˈdiːnən] [ˈdɔʏtʃlant ˈaɪnɪç ˈfaːtɐlant] [ˈaltə noːt gɪlt ɛs tsuː ˈtsvɪŋən] [ʊnt viːɐ̯ ˈtsvɪŋən ziː ˈfɛɐ̯aɪnt] [dɛn ɛs mʊs ʊns dɔx gəˈlɪŋən] [das diː ˈzɔnə ʃøːn viː niː] 𝄆 [ˈyːbɐ ˈdɔʏtʃlant ʃaɪnt] 𝄇 [glʏk ʊnt ˈfʁiːdə zaɪ bəˈʃiːdən] [ˈdɔʏtʃlant ˈʊnzɐm ˈfaːtɐlant] [ˈalə vɛlt zeːnt zɪç naːx ˈfʁiːdən] [ʁaɪçt deːn ˈfœlkɐn ˈɔʏʁə hant] [vɛn viːɐ̯ ˈbʁyːdɐlɪç ʊns ˈaɪnən] [ˈʃlaːgən viːɐ̯ dɛs ˈfɔlkəs faɪnt] [last das lɪçt dɛs ˈfʁiːdəns ʃaɪnən] [das niː ˈaɪnə ˈmʊtɐ meːɐ] 𝄆 [ˈiːʁən zoːn bəˈvaɪnt] 𝄇 [last ʊns ˈpflyːgən last ʊns ˈbaʊən] [lɛɐ̯nt ʊnt ʃaft viː niː ˈtsuːfoːɐ̯] [ʊnt deːɐ̯ ˈaɪgnən kʁaft fɛɐ̯ˈtʁaʊənt] [ʃtaɪkt aɪn fʁaɪ gəˈʃlɛçt ɛmˈpoːɐ̯] [ˈdɔʏtʃə ˈjuːgənt ˈbəstəs ˈʃtʁeːbən] [ˈʊnsʁəs fɔlks ɪn diːɐ̯ ˈfɛɐ̯aɪnt] [vɪɐ̯st duː ˈdɔʏtʃlants ˈnɔʏəs ˈleːbən] [ʊnt diː ˈzɔnə ʃøːn viː niː] 𝄆 [ˈyːbɐ ˈdɔʏtʃlant ʃaɪnt] 𝄇 |

### 한국어 해석
폐허에서 부활하여
미래를 향하여
우리를 유익하게 하라,
독일, 통일된 조국이여.
지난 날의 고난을 극복해야 할 때니,
하나된 우리는 그것을 굴복시키리라,
우린 틀림없이 성공하여,
태양이 그 앞에 아름답게
𝄆 독일 위에 빛나리라. 𝄇
행복과 평화가 올 것이리라
독일, 우리 조국에.
온 세계가 평화를 기원하리,
인민들에게 너희의 손을 건네라.
우리가 형제처럼 하나가 되면,
인민의 적을 부수리라!
평화의 등불이 빛나게 하라,
더는 어머니가
𝄆 그 아들로 인해 슬퍼하는 일이 없도록. 𝄇
경작하고 건설하라,
배우고 한 번도 이루지 못한 것을 이루라,
자신의 힘을 믿으며,
하나의 해방 세대가 솟아오른다.
독일 청년이여, 우리 인민을 위하여,
최고의 노력이 네 안에서 하나되나니,
네가 독일의 새 삶이 되면,
태양이 그 앞에 아름답게
𝄆 독일 위에 빛나리라! 𝄇

## 읽어 보기
- 독일민주공화국 (동독)